# Troy Dumais
Troy Dumais (ur. 21 stycznia 1980 w Ventura) – amerykański skoczek do wody, brązowy medalista olimpijski. 
Jego największym sukcesem jest brązowy medal igrzysk w Londynie (2012), poza tym występem wcześnie startował w trzech poprzednich igrzyskach olimpijskich (Sydney, Ateny, Pekin). Ma on na swoim koncie także 5 medali mistrzostw świata oraz sześć medali igrzysk panamerykańskich.